# (5684) Kogo
(5684) Kogo est un astéroïde de la ceinture principale.

## Description
(5684) Kogo est un astéroïde de la ceinture principale. Il fut découvert le 21 octobre 1990 à Oohira par Takeshi Urata. Il présente une orbite caractérisée par un demi-grand axe de 2,22 UA, une excentricité de 0,22 et une inclinaison de 5,6° par rapport à l'écliptique.

## Compléments